# 朴熙英
朴熙英（：／ Pak Hee-yeong，1961年5月27日—）是大韩民国的政治人物，現任首爾特別市龍山區區廳長。

## 事件
在2022年第8次全國同步地方選舉中，宣布競選龍山區市長，2022年5月1日被確認為國民力量候選人，6月1日在地方選舉中當選。
2022年10月龍山區梨泰院洞萬聖節慶典期間發生的梨泰院踩踏事件引起了人們的關注，不分在野黨的責任論也應運而生。最終，2022年11月25日，國民力量中央倫理委員會以違反維護尊嚴義務為由對朴區廳長啟動紀律處分程序。倫理委員會成員一致投票贊成啟動紀律程序。